# ويلفريد دي. ويب
ويلفريد دي. ويب هو سياسي أمريكي، ولد في 23 مارس 1921 في بلدة لافاييت في الولايات المتحدة، وتوفي في 2 يوليو 2016 في هازل بارك في الولايات المتحدة. نشط حزبياً في Michigan Democratic Party ‏. وقد انتخب عضو مجلس نواب ميشيغان ‏.